# Bactrocera turneri
Bactrocera turneri är en tvåvingeart som beskrevs av Drew 1989. Bactrocera turneri ingår i släktet Bactrocera och familjen borrflugor. Inga underarter finns listade.